# Quatrième circonscription de la Loire-Atlantique
La quatrième circonscription de la Loire-Atlantique est l'une des dix circonscriptions législatives françaises que compte le département de la Loire-Atlantique.

## La circonscription de 1958 à 1986

### Description géographique
Dans le découpage électoral de 1958, la quatrième circonscription de la Loire-Atlantique était composée des cantons suivants :
- Canton d'Ancenis
- Canton de Carquefou
- Canton de La Chapelle-sur-Erdre
- Canton de Clisson
- Canton de Ligné
- Canton du Loroux-Bottereau
- Canton de Nort-sur-Erdre
- Canton de Riaillé
- Canton de Vallet
- Canton de Varades.

### Historique des députations
| Législature | Début de mandat | Fin de mandat  | Député                          | Parti politique | Observations |
| ----------- | --------------- | -------------- | ------------------------------- | --------------- | --- |
| Ire         | 9 décembre 1958 | 9 octobre 1962 | Olivier de Sesmaisons           | CNIP            | Mandat écourté à la suite d'une dissolution parlementaire décidée par Charles de Gaulle. |
| IIe         | 6 décembre 1962 | 2 avril 1967   | Olivier de Sesmaisons           | RI              | En raison de son décès le 15 janvier 1967, remplacé par Louis Douineau (RI). |
| IIIe        | 3 avril 1967    | 30 mai 1968    | Joseph-Henri Maujoüan du Gasset | RI              | Mandat écourté à la suite d'une dissolution parlementaire décidée par Charles de Gaulle. |
| IVe         | 11 juillet 1968 | 1er avril 1973 | Joseph-Henri Maujoüan du Gasset | RI              | |
| Ve          | 2 avril 1973    | 2 avril 1978   | Joseph-Henri Maujoüan du Gasset | RI              | |
| VIe         | 3 avril 1978    | 22 mai 1981    | Joseph-Henri Maujoüan du Gasset | UDF             | Mandat écourté à la suite d'une dissolution parlementaire décidée par François Mitterrand. |
| VIIe        | 2 juillet 1981  | 1er avril 1986 | Joseph-Henri Maujoüan du Gasset | UDF             | |
| VIIIe       | 2 avril 1986    | 14 mai 1988    | Aucun                           | Aucun           | Proportionnelle par département, pas de député par circonscription Proportionnelle par département, pas de député par circonscription. Mandat écourté à la suite d'une dissolution parlementaire décidée par François Mitterrand. |

### Historique des élections

#### Élections de 1958
| Candidat              | Candidat                  | Parti          | Premier tour | Premier tour | Second tour | Second tour |  |
| Candidat              | Candidat                  | Parti          | Voix         | %            | Voix        | %           |  |
| --------------------- | ------------------------- | -------------- | ------------ | ------------ | ----------- | ----------- |  |
|                       | Olivier de Sesmaisons élu | CNIP           | 18 758       | 37,86        | 26 830      | 59,73       |  |
|                       | Maurice Moutel            | MRP            | 10 260       | 20,71        | 18 091      | 40,27       |  |
|                       | Augustin Bonnet           | Modérés        | 8 402        | 16,96        | Retrait     | Retrait     |  |
|                       | Michel Bonnet             | Modérés        | 5 429        | 10,96        | Retrait     | Retrait     |  |
|                       | Lucien Ynizan             | SFIO           | 3 431        | 6,93         | Retrait     | Retrait     |  |
|                       | Émile David               | PCF            | 1 869        | 3,77         |             |             |  |
|                       | Ferdinand Lebert          | UFF            | 1 396        | 2,82         |             |             |  |
|                       |                           |                |              |              |             |             |  |
| Inscrits              | Inscrits                  | Inscrits       | 62 433       | 100,00       | 62 427      | 100,00      |  |
| Abstentions           | Abstentions               | Abstentions    | 11 124       | 17,82        | 14 780      | 23,68       |  |
| Votants               | Votants                   | Votants        | 51 309       | 82,18        | 47 647      | 76,32       |  |
| Blancs et nuls        | Blancs et nuls            | Blancs et nuls | 1 764        | 3,44         | 2 726       | 5,72        |  |
| Exprimés              | Exprimés                  | Exprimés       | 49 545       | 96,56        | 44 921      | 94,28       |  |
| Source : Data.gouv.fr |                           |                |              |              |             |             |  |

Le suppléant d'Olivier de Sesmaisons était Louis Douineau, cultivateur-viticulteur, conseiller général du canton du Loroux-Bottereau.

#### Élections de 1962
| Candidat              | Candidat                            | Parti          | Premier tour | Premier tour | Second tour | Second tour |  |
| Candidat              | Candidat                            | Parti          | Voix         | %            | Voix        | %           |  |
| --------------------- | ----------------------------------- | -------------- | ------------ | ------------ | ----------- | ----------- |  |
|                       | Olivier de Sesmaisons sortant réélu | RI             | 21 023       | 48,79        | 27 456      | 62,31       |  |
|                       | Maurice Moutel                      | MRP            | 9 444        | 21,92        | 8 594       | 19,5        |  |
|                       | Augustin Bonnet                     | CNIP           | 5 338        | 12,39        | Retrait     | Retrait     |  |
|                       | Michel Bonnet                       | UNR-UDT        | 4 598        | 10,67        | 5 132       | 11,65       |  |
|                       | Émile David                         | PCF            | 2 689        | 6,24         | 2 880       | 6,54        |  |
|                       |                                     |                |              |              |             |             |  |
| Inscrits              | Inscrits                            | Inscrits       | 62 908       | 100,00       | 62 906      | 100,00      |  |
| Abstentions           | Abstentions                         | Abstentions    | 17 485       | 27,79        | 17 159      | 27,28       |  |
| Votants               | Votants                             | Votants        | 45 423       | 72,21        | 45 747      | 72,72       |  |
| Blancs et nuls        | Blancs et nuls                      | Blancs et nuls | 2 331        | 5,13         | 1 685       | 3,68        |  |
| Exprimés              | Exprimés                            | Exprimés       | 43 092       | 94,87        | 44 062      | 96,32       |  |
| Source : Data.gouv.fr |                                     |                |              |              |             |             |  |

Le suppléant d'Olivier de Sesmaisons était Louis Douineau.

#### Élections de 1967
| Candidat              | Candidat                            | Parti          | Premier tour | Premier tour | Second tour | Second tour |  |
| Candidat              | Candidat                            | Parti          | Voix         | %            | Voix        | %           |  |
| --------------------- | ----------------------------------- | -------------- | ------------ | ------------ | ----------- | ----------- |  |
|                       | Joseph-Henri Maujoüan du Gasset élu | RI             | 17 576       | 32,76        | 29 360      | 58,58       |  |
|                       | Maurice Moutel                      | CD (PDM)       | 14 719       | 27,43        | 20 763      | 41,42       |  |
|                       | Augustin Bonnet                     | Modérés        | 8 043        | 14,99        | Retrait     | Retrait     |  |
|                       | Jean-Baptiste Max Deraison          | FGDS (CIR)     | 6 146        | 11,45        |             |             |  |
|                       | Michel Bonnet                       | CNIP           | 4 437        | 8,27         |             |             |  |
|                       | Émile David                         | PCF            | 2 737        | 5,1          |             |             |  |
|                       |                                     |                |              |              |             |             |  |
| Inscrits              | Inscrits                            | Inscrits       | 65 129       | 100,00       | 65 123      | 100,00      |  |
| Abstentions           | Abstentions                         | Abstentions    | 9 704        | 14,9         | 12 310      | 18,9        |  |
| Votants               | Votants                             | Votants        | 55 425       | 85,1         | 52 813      | 81,1        |  |
| Blancs et nuls        | Blancs et nuls                      | Blancs et nuls | 1 767        | 3,19         | 2 690       | 5,09        |  |
| Exprimés              | Exprimés                            | Exprimés       | 53 658       | 96,81        | 50 123      | 94,91       |  |
| Source : Data.gouv.fr |                                     |                |              |              |             |             |  |

Le suppléant de Joseph-Henri Maujoüan du Gasset était Pierre Barron, maire des Touches.

#### Élections de 1968
| Candidat              | Candidat                                      | Parti          | Premier tour | Premier tour | Second tour | Second tour |  |
| Candidat              | Candidat                                      | Parti          | Voix         | %            | Voix        | %           |  |
| --------------------- | --------------------------------------------- | -------------- | ------------ | ------------ | ----------- | ----------- |  |
|                       | Joseph-Henri Maujoüan du Gasset sortant réélu | RI (URP)       | 23 386       | 43,05        | 30 496      | 60,01       |  |
|                       | Maurice Moutel                                | CD (PDM)       | 14 546       | 26,78        | 20 323      | 39,99       |  |
|                       | Michel Bonnet                                 | Modérés        | 6 598        | 12,15        |             |             |  |
|                       | Alain Chénard                                 | FGDS (SFIO)    | 4 482        | 8,25         |             |             |  |
|                       | Émile David                                   | PCF            | 2 192        | 4,04         |             |             |  |
|                       | Félix Dupuis                                  | PSU            | 1 936        | 3,56         |             |             |  |
|                       | Jean Faydit de Grossin de Bouville            | Extrême droite | 1 181        | 2,17         |             |             |  |
|                       |                                               |                |              |              |             |             |  |
| Inscrits              | Inscrits                                      | Inscrits       | 66 008       | 100,00       | 65 974      | 100,00      |  |
| Abstentions           | Abstentions                                   | Abstentions    | 10 521       | 15,94        | 13 531      | 20,51       |  |
| Votants               | Votants                                       | Votants        | 55 487       | 84,06        | 52 443      | 79,49       |  |
| Blancs et nuls        | Blancs et nuls                                | Blancs et nuls | 1 166        | 2,1          | 1 624       | 3,1         |  |
| Exprimés              | Exprimés                                      | Exprimés       | 54 321       | 97,9         | 50 819      | 96,9        |  |
| Source : Data.gouv.fr |                                               |                |              |              |             |             |  |

Le suppléant de Joseph-Henri Maujoüan du Gasset était Pierre Barron.

#### Élections de 1973
| Candidat              | Candidat                                      | Parti              | Premier tour | Premier tour | Second tour | Second tour |  |
| Candidat              | Candidat                                      | Parti              | Voix         | %            | Voix        | %           |  |
| --------------------- | --------------------------------------------- | ------------------ | ------------ | ------------ | ----------- | ----------- |  |
|                       | Joseph-Henri Maujoüan du Gasset sortant réélu | RI (URP)           | 29 587       | 47,93        | 34 295      | 56,09       |  |
|                       | Patrick Mareschal                             | MR (RRRS)          | 12 282       | 19,89        | 12 185      | 19,93       |  |
|                       | Jean Natiez                                   | PS (UGSD)          | 10 856       | 17,59        | 14 666      | 23,99       |  |
|                       | Michel Bonnet                                 | Divers droite      | 4 283        | 6,94         |             |             |  |
|                       | Gilles Gravoille                              | PCF                | 3 760        | 6,09         |             |             |  |
|                       | Liane Surzur de Lobel                         | Régionaliste (SAV) | 965          | 1,56         |             |             |  |
|                       |                                               |                    |              |              |             |             |  |
| Inscrits              | Inscrits                                      | Inscrits           | 75 083       | 100,00       | 75 071      | 100,00      |  |
| Abstentions           | Abstentions                                   | Abstentions        | 11 572       | 15,41        | 12 963      | 17,27       |  |
| Votants               | Votants                                       | Votants            | 63 511       | 84,59        | 62 108      | 82,73       |  |
| Blancs et nuls        | Blancs et nuls                                | Blancs et nuls     | 1 778        | 2,8          | 962         | 1,55        |  |
| Exprimés              | Exprimés                                      | Exprimés           | 61 733       | 97,2         | 61 146      | 98,45       |  |
| Source : Data.gouv.fr |                                               |                    |              |              |             |             |  |

Le suppléant de Joseph-Henri Maujoüan du Gasset était Maurice Thareau, technicien agricole, conseiller général du canton de Varades.

#### Élections de 1978
| Candidat       | Candidat                                      | Parti              | Premier tour | Premier tour | Second tour | Second tour |  |
| Candidat       | Candidat                                      | Parti              | Voix         | %            | Voix        | %           |  |
| -------------- | --------------------------------------------- | ------------------ | ------------ | ------------ | ----------- | ----------- |  |
|                | Joseph-Henri Maujoüan du Gasset sortant réélu | UDF (PR)           | 33 143       | 40,82        | 52 607      | 64,04       |  |
|                | Jean Natiez                                   | PS                 | 17 206       | 21,19        | 29 539      | 35,96       |  |
|                | Hugues Aubry                                  | RPR                | 14 332       | 17,65        | Retrait     | Retrait     |  |
|                | Joëlle Le Hérissé                             | PCF                | 5 845        | 7,20         |             |             |  |
|                | Patrick Mareschal                             | MRG                | 3 963        | 4,88         |             |             |  |
|                | Jean-Pierre du Tertre                         | Divers droite (DC) | 2 807        | 3,46         |             |             |  |
|                | Fernande Landreau                             | LO                 | 2 060        | 2,54         |             |             |  |
|                | Patrick Cotrel                                | Extrême gauche     | 1 830        | 2,25         |             |             |  |
|                |                                               |                    |              |              |             |             |  |
| Inscrits       | Inscrits                                      | Inscrits           | 97 748       | 100,00       | 97 741      | 100,00      |  |
| Abstentions    | Abstentions                                   | Abstentions        | 14 454       | 14,79        | 14 022      | 14,35       |  |
| Votants        | Votants                                       | Votants            | 83 294       | 85,21        | 83 719      | 85,65       |  |
| Blancs et nuls | Blancs et nuls                                | Blancs et nuls     | 2 108        | 2,53         | 1 573       | 1,88        |  |
| Exprimés       | Exprimés                                      | Exprimés           | 81 186       | 97,47        | 82 146      | 98,12       |  |

Le suppléant de Joseph-Henri Maujoüan du Gasset était André Louisy, cadre enseignant, conseiller municipal d'Orvault.

#### Élections de 1981
|                | Joseph-Henri Maujoüan du Gasset sortant réélu | UDF (PR)       | 41 917  | 54,42  |  |  |  |
|                | Maurice Thareau                               | PS             | 28 497  | 36,99  |  |  |  |
|                | Joëlle Le Hérissé                             | PCF            | 3 537   | 4,59   |  |  |  |
|                | Patrick Cotrel                                | PSU            | 1 624   | 2,11   |  |  |  |
|                | Jean-Louis Jossique                           | UDB            | 1 453   | 1,88   |  |  |  |
|                |                                               |                |         |        |  |  |  |
| Inscrits       | Inscrits                                      | Inscrits       | 108 679 | 100,00 |  |  |  |
| Abstentions    | Abstentions                                   | Abstentions    | 30 496  | 28,06  |  |  |  |
| Votants        | Votants                                       | Votants        | 78 183  | 71,94  |  |  |  |
| Blancs et nuls | Blancs et nuls                                | Blancs et nuls | 1 155   | 1,48   |  |  |  |
| Exprimés       | Exprimés                                      | Exprimés       | 77 028  | 98,52  |  |  |  |

Le suppléant de Joseph-Henri Maujoüan du Gasset était André Louisy.

## La circonscription depuis 1986

### Description géographique et démographique

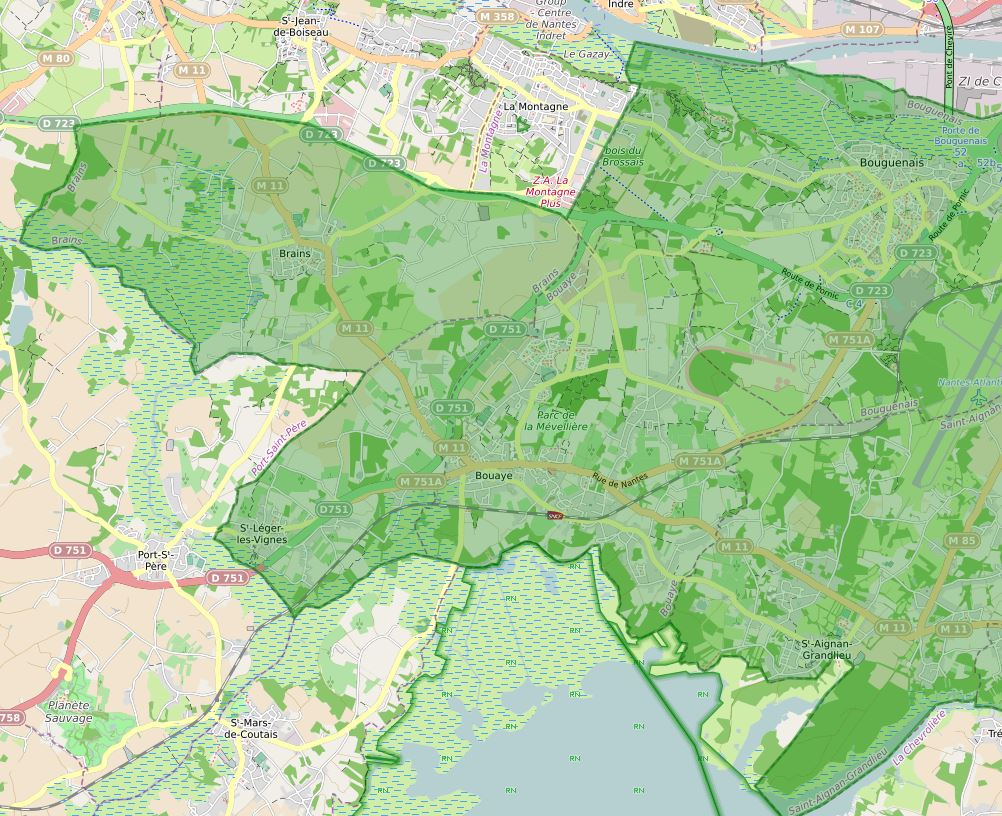
Partie ouest de la quatrième circonscription de la Loire-Atlantique

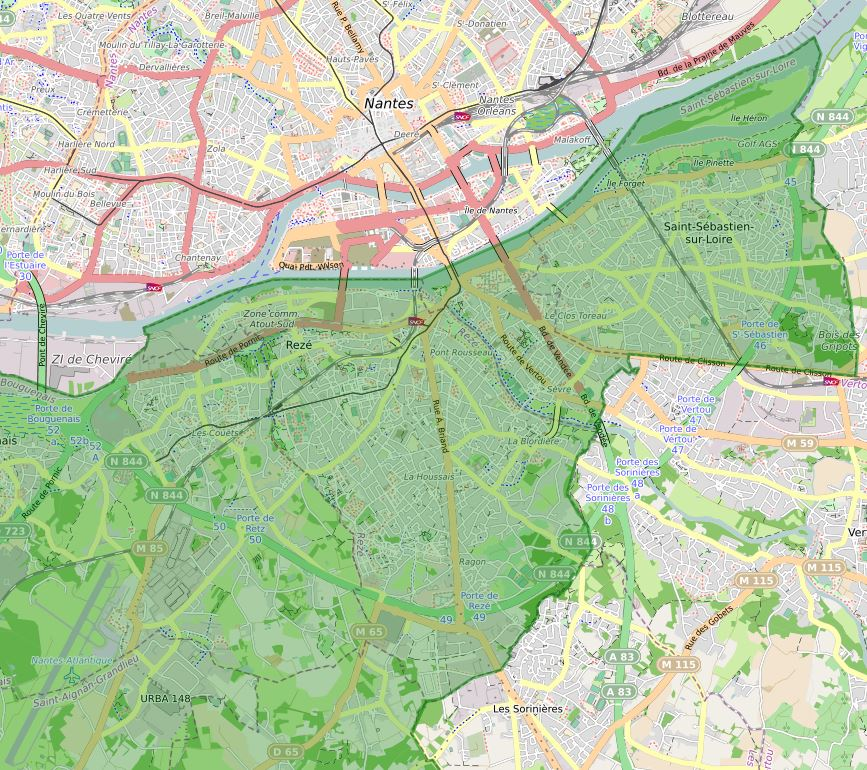
Partie est de la quatrième circonscription de la Loire-Atlantique

Dans le découpage électoral de la loi no 86-1197 du 24 novembre 1986
, la circonscription regroupe les cantons suivants :
- Canton de Bouaye
- Canton de Nantes-10
- Canton de Rezé.

D'après le recensement général de la population en 1999, réalisé par l'Institut national de la statistique et des études économiques (INSEE), la population totale de cette circonscription est estimée à 103610 habitants,.
Le découpage de la circonscription n'a pas été modifié par le redécoupage des circonscriptions législatives françaises de 2010. Elle garde donc les délimitations des anciens cantons.
La quatrième circonscription de la Loire-Atlantique se présente comme telle : 

### Historique des députations
| Législature | Début de mandat | Fin de mandat  | Député              | Parti politique | Observations                                                                                    |
| ----------- | --------------- | -------------- | ------------------- | --------------- | ----------------------------------------------------------------------------------------------- |
| IXe         | 23 juin 1988    | 1er avril 1993 | Jacques Floch       | PS              |                                                                                                 |
| Xe          | 2 avril 1993    | 21 avril 1997  | Jacques Floch,      | PS,             | Mandat écourté à la suite d'une dissolution parlementaire décidée par Jacques Chirac.           |
| XIe         | 12 juin 1997    | 3 octobre 2001 | Jacques Floch       | PS              | Remplacé le 4 octobre 2001 par Dominique Raimbourg à la suite de sa nomination au gouvernement, |
| XIe         | 4 octobre 2001  | 19 juin 2007   | Dominique Raimbourg | PS              | Remplacé le 4 octobre 2001 par Dominique Raimbourg à la suite de sa nomination au gouvernement, |
| XIIe        | 19 juin 2002    | 19 juin 2007   | Jacques Floch,      | PS,             |                                                                                                 |
| XIIIe       | 20 juin 2007    | 19 juin 2012   | Dominique Raimbourg | PS              |                                                                                                 |
| XIVe        | 20 juin 2012    | 20 juin 2017   | Dominique Raimbourg | PS              |                                                                                                 |
| XVe         | 21 juin 2017    | 21 juin 2022   | Aude Amadou         | LREM            |                                                                                                 |
| XVIe        | 22 juin 2022    | 9 juin 2024    | Julie Laernoes      | EÉLV            | Mandat écourté à la suite d'une dissolution parlementaire décidée par Emmanuel Macron.          |
| XVIIe       | 8 juillet 2024  | En cours       | Julie Laernoes      | EÉLV            |                                                                                                 |

### Historique des élections

#### Élections de 1988
|                | Jacques Floch élu  | PS             | 22 917 | 57,45  |  |  |  |
|                | Alain Saillant     | RPR (URC)      | 12 071 | 30,26  |  |  |  |
|                | Claude Constant    | PCF            | 2 001  | 5,02   |  |  |  |
|                | Jacqueline Chaussy | FN             | 1 937  | 4,86   |  |  |  |
|                | Aline Chitelman    | LCR            | 967    | 2,42   |  |  |  |
|                |                    |                |        |        |  |  |  |
| Inscrits       | Inscrits           | Inscrits       | 62 336 | 100,00 |  |  |  |
| Abstentions    | Abstentions        | Abstentions    | 21 821 | 35,01  |  |  |  |
| Votants        | Votants            | Votants        | 40 515 | 64,99  |  |  |  |
| Blancs et nuls | Blancs et nuls     | Blancs et nuls | 622    | 1,54   |  |  |  |
| Exprimés       | Exprimés           | Exprimés       | 39 893 | 98,46  |  |  |  |

Le suppléant de Jacques Floch était Yves Laurent, maire de Saint-Sébastien-sur-Loire.

#### Élections de 1993
| Candidat       | Candidat                    | Parti          | Premier tour | Premier tour | Second tour | Second tour |  |
| Candidat       | Candidat                    | Parti          | Voix         | %            | Voix        | %           |  |
| -------------- | --------------------------- | -------------- | ------------ | ------------ | ----------- | ----------- |  |
|                | Alain Saillant              | RPR (UPF)      | 16 349       | 38,07        | 21 302      | 49,44       |  |
|                | Jacques Floch sortant réélu | PS (ADFP)      | 12 038       | 28,03        | 21 786      | 50,56       |  |
|                | Bernadette Bertet           | Les Verts (EÉ) | 4 535        | 10,56        |             |             |  |
|                | Michel Boju                 | FN             | 3 326        | 7,74         |             |             |  |
|                | Jacques Guilbaud            | PCF            | 2 696        | 6,28         |             |             |  |
|                | Joachim Lebot               | SÉGA           | 1 348        | 3,14         |             |             |  |
|                | Ghislaine Georgelin         | LT-LNÉ         | 1 244        | 2,9          |             |             |  |
|                | Robert Cerisier             | LO             | 1 190        | 2,77         |             |             |  |
|                | Jacques Jubiniaux           | PLN            | 221          | 0,51         |             |             |  |
|                |                             |                |              |              |             |             |  |
| Inscrits       | Inscrits                    | Inscrits       | 66 611       | 100,00       | 66 606      | 100,00      |  |
| Abstentions    | Abstentions                 | Abstentions    | 20 830       | 31,27        | 20 656      | 31,01       |  |
| Votants        | Votants                     | Votants        | 45 781       | 68,73        | 45 950      | 68,99       |  |
| Blancs et nuls | Blancs et nuls              | Blancs et nuls | 2 834        | 6,19         | 2 862       | 6,23        |  |
| Exprimés       | Exprimés                    | Exprimés       | 42 947       | 93,81        | 43 088      | 93,77       |  |

Le suppléant de Jacques Floch était Dominique Raimbourg, avocat.

#### Élections de 1997
| Candidat       | Candidat                    | Parti          | Premier tour | Premier tour | Second tour | Second tour |  |
| Candidat       | Candidat                    | Parti          | Voix         | %            | Voix        | %           |  |
| -------------- | --------------------------- | -------------- | ------------ | ------------ | ----------- | ----------- |  |
|                | Jacques Floch sortant réélu | PS             | 19 135       | 42,64        | 28 389      | 63,46       |  |
|                | Stéphane Urbanczyk          | UDF (AD)       | 10 144       | 22,61        | 16 347      | 36,54       |  |
|                | Michel Boju                 | FN             | 3 892        | 8,67         |             |             |  |
|                | Jacques Guilbaud            | PCF            | 3 364        | 7,5          |             |             |  |
|                | Danielle Vilvoisin          | LDI (MPF)      | 2 099        | 4,68         |             |             |  |
|                | Robert Cerisier             | LO             | 1 746        | 3,89         |             |             |  |
|                | Aline Chitelman             | SÉGA           | 1 431        | 3,19         |             |             |  |
|                | Patrick Da Silva            | GÉ             | 1 413        | 3,15         |             |             |  |
|                | Jean-Bernard Champain       | Divers         | 860          | 1,92         |             |             |  |
|                | Alain Robert                | MÉI            | 636          | 1,42         |             |             |  |
|                | Emmanuel Lejanne            | PLN            | 154          | 0,34         |             |             |  |
|                |                             |                |              |              |             |             |  |
| Inscrits       | Inscrits                    | Inscrits       | 69 626       | 100,00       | 69 627      | 100,00      |  |
| Abstentions    | Abstentions                 | Abstentions    | 22 424       | 32,21        | 22 337      | 32,08       |  |
| Votants        | Votants                     | Votants        | 47 202       | 67,79        | 47 290      | 67,92       |  |
| Blancs et nuls | Blancs et nuls              | Blancs et nuls | 2 328        | 4,93         | 2 554       | 5,4         |  |
| Exprimés       | Exprimés                    | Exprimés       | 44 874       | 95,07        | 44 736      | 94,6        |  |

Le suppléant de Jacques Floch était Dominique Raimbourg.

#### Élections de 2002
| Candidat       | Candidat                    | Parti            | Premier tour | Premier tour | Second tour | Second tour |  |
| Candidat       | Candidat                    | Parti            | Voix         | %            | Voix        | %           |  |
| -------------- | --------------------------- | ---------------- | ------------ | ------------ | ----------- | ----------- |  |
|                | Jacques Floch sortant réélu | PS               | 21 327       | 43,82        | 25 274      | 57,52       |  |
|                | Claude Gobin                | UDF              | 16 104       | 33,08        | 18 665      | 42,48       |  |
|                | Fabienne Bar                | FN               | 2 512        | 5,16         |             |             |  |
|                | Marie-Christine Planer      | Les Verts        | 2 071        | 4,25         |             |             |  |
|                | Hervé Beaulieu              | MPF              | 1 803        | 3,7          |             |             |  |
|                | Yann Vince                  | PCF              | 972          | 2            |             |             |  |
|                | Sérénade Chafik             | LCR              | 951          | 1,95         |             |             |  |
|                | Catherine Giraudo           | Pôle républicain | 583          | 1,2          |             |             |  |
|                | Paul Raynaud                | LO               | 492          | 1,01         |             |             |  |
|                | Françoise Richer            | CPNT             | 488          | 1            |             |             |  |
|                | Pierre Even                 | UDB              | 333          | 0,68         |             |             |  |
|                | Claude Pierre               | MÉI              | 315          | 0,65         |             |             |  |
|                | Christian Bouchet           | MNR              | 263          | 0,54         |             |             |  |
|                | Dominique Bacot             | Divers           | 251          | 0,52         |             |             |  |
|                | Joël Riffault               | Divers           | 210          | 0,43         |             |             |  |
|                |                             |                  |              |              |             |             |  |
| Inscrits       | Inscrits                    | Inscrits         | 74 167       | 100,00       | 74 167      | 100,00      |  |
| Abstentions    | Abstentions                 | Abstentions      | 24 653       | 33,24        | 29 123      | 39,27       |  |
| Votants        | Votants                     | Votants          | 49 514       | 66,76        | 45 044      | 60,73       |  |
| Blancs et nuls | Blancs et nuls              | Blancs et nuls   | 839          | 1,69         | 1 105       | 2,45        |  |
| Exprimés       | Exprimés                    | Exprimés         | 48 675       | 98,31        | 43 939      | 97,55       |  |

Le suppléant de Jacques Floch était Dominique Raimbourg.

#### Élections de 2007
| Candidat       | Candidat                | Parti          | Premier tour | Premier tour | Second tour | Second tour |  |
| Candidat       | Candidat                | Parti          | Voix         | %            | Voix        | %           |  |
| -------------- | ----------------------- | -------------- | ------------ | ------------ | ----------- | ----------- |  |
|                | Dominique Raimbourg élu | PS             | 21 976       | 44,42        | 29 978      | 64,49       |  |
|                | Christine Thébaudeau    | UMP            | 12 615       | 25,5         | 16 506      | 35,51       |  |
|                | Yves Aumon              | UDF–MoDem      | 5 676        | 11,47        |             |             |  |
|                | Catherine Esnée         | Les Verts      | 2 417        | 4,89         |             |             |  |
|                | Catherine Beaulieu      | MPF            | 1 528        | 3,09         |             |             |  |
|                | Pierre Chauvin          | LCR            | 1 266        | 2,56         |             |             |  |
|                | Yann Vince              | PCF            | 1 075        | 2,17         |             |             |  |
|                | Oriane Borja            | FN             | 833          | 1,68         |             |             |  |
|                | Lilian Scales           | MHAN           | 454          | 0,92         |             |             |  |
|                | Aurélie Pergeaux        | NC             | 449          | 0,91         |             |             |  |
|                | Paul Raynaud            | LO             | 376          | 0,76         |             |             |  |
|                | Nicole Rose             | CPNT           | 366          | 0,74         |             |             |  |
|                | Michelle Cacheux        | MNR            | 222          | 0,45         |             |             |  |
|                | Thierry Rocton          | PT             | 214          | 0,43         |             |             |  |
|                | Roger Baritel           | Divers         | 1            | 0            |             |             |  |
|                | Alain Vialatte          | Divers         | 0            | 0            |             |             |  |
|                |                         |                |              |              |             |             |  |
| Inscrits       | Inscrits                | Inscrits       | 79 656       | 100,00       | 79 657      | 100,00      |  |
| Abstentions    | Abstentions             | Abstentions    | 29 499       | 37,03        | 32 168      | 40,38       |  |
| Votants        | Votants                 | Votants        | 50 157       | 62,97        | 47 489      | 59,62       |  |
| Blancs et nuls | Blancs et nuls          | Blancs et nuls | 689          | 1,37         | 1 005       | 2,12        |  |
| Exprimés       | Exprimés                | Exprimés       | 49 468       | 98,63        | 46 484      | 97,88       |  |

#### Élections de 2012
|                | Dominique Raimbourg sortant réélu | PS             | 27 581 | 55,35  |  |  |  |
|                | Isabelle Mérand                   | PRV (UMP)      | 9 858  | 19,78  |  |  |  |
|                | Sylvie Carayol                    | RBM (FN)       | 4 026  | 8,08   |  |  |  |
|                | Mireille Pernot                   | FG (PCF) (GU)  | 3 231  | 6,48   |  |  |  |
|                | Didier Queraud                    | EÉLV           | 1 626  | 3,26   |  |  |  |
|                | Danielle Vilvoisin                | MPF            | 1 281  | 2,57   |  |  |  |
|                | Yann Queméneur                    | UDB            | 1 128  | 2,26   |  |  |  |
|                | Lilian Scales                     | MHAN           | 698    | 1,40   |  |  |  |
|                | Paul Raynaud                      | LO             | 251    | 0,50   |  |  |  |
|                | Samuel Magaud                     | COM            | 147    | 0,30   |  |  |  |
|                |                                   |                |        |        |  |  |  |
| Inscrits       | Inscrits                          | Inscrits       | 82 817 | 100,00 |  |  |  |
| Abstentions    | Abstentions                       | Abstentions    | 32 254 | 38,95  |  |  |  |
| Votants        | Votants                           | Votants        | 50 563 | 61,05  |  |  |  |
| Blancs et nuls | Blancs et nuls                    | Blancs et nuls | 736    | 1,46   |  |  |  |
| Exprimés       | Exprimés                          | Exprimés       | 49 827 | 98,54  |  |  |  |

#### Élections de 2017
Les élections législatives françaises de 2017 ont lieu les dimanche 11 et 18 juin 2017.
|                                                                                      |                                                                               |                           |                           |                          |                          |
|                                                                                      |                                                                               | Premier tour 11 juin 2017 | Premier tour 11 juin 2017 | Second tour 18 juin 2017 | Second tour 18 juin 2017 |
|                                                                                      |                                                                               |                           |                           |                          |                          |
|                                                                                      |                                                                               | Nombre                    | % des inscrits            | Nombre                   | % des inscrits           |
| Inscrits                                                                             | Inscrits                                                                      | 89 018                    | 100,00                    | 89 004                   | 100,00                   |
| Abstentions                                                                          | Abstentions                                                                   | 40 943                    | 45,99                     | 48 774                   | 54,80                    |
| Votants                                                                              | Votants                                                                       | 48 075                    | 54,01                     | 40 230                   | 45,20                    |
|                                                                                      |                                                                               |                           | % des votants             |                          | % des votants            |
| Bulletins blancs                                                                     | Bulletins blancs                                                              | 471                       | 0,98                      | 2 211                    | 5,50                     |
| Bulletins nuls                                                                       | Bulletins nuls                                                                | 211                       | 0,44                      | 815                      | 2,03                     |
| Suffrages exprimés                                                                   | Suffrages exprimés                                                            | 47 393                    | 98,58                     | 37 204                   | 92,48                    |
|                                                                                      |                                                                               |                           |                           |                          |                          |
| Candidat Étiquette politique (partis et alliances)                                   | Candidat Étiquette politique (partis et alliances)                            | Voix                      | % des exprimés            | Voix                     | % des exprimés           |
|                                                                                      |                                                                               |                           |                           |                          |                          |
|                                                                                      | Aude Amadou La République en marche !                                         | 18 577                    | 39,20                     | 21 179                   | 56,93                    |
|                                                                                      | Vincent Egron La France insoumise                                             | 8 238                     | 17,38                     | 16 025                   | 43,07                    |
|                                                                                      | Dominique Raimbourg (député sortant) Parti socialiste                         | 7 751                     | 16,35                     |                          |                          |
|                                                                                      | Isabelle Mérand Union des démocrates et indépendants (Les Républicains)       | 4 085                     | 8,62                      |                          |                          |
|                                                                                      | Alain Avello Front national                                                   | 2 657                     | 5,61                      |                          |                          |
|                                                                                      | François Nicolas Europe Écologie Les Verts                                    | 2 307                     | 4,87                      |                          |                          |
|                                                                                      | Élodie Calonne Debout la France                                               | 646                       | 1,36                      |                          |                          |
|                                                                                      | Lilian Scales Écologiste (Confédération pour l'homme, l'animal et la planète) | 638                       | 1,35                      |                          |                          |
|                                                                                      | Mireille Pernot Parti communiste français (Front de gauche)                   | 539                       | 1,14                      |                          |                          |
|                                                                                      | Amélie Barrely Régionaliste (Oui la Bretagne - Union démocratique bretonne)   | 329                       | 0,69                      |                          |                          |
|                                                                                      | Bernard Rineau Divers droite (Parti chrétien-démocrate)                       | 292                       | 0,62                      |                          |                          |
|                                                                                      | Marie Cram Divers (Union populaire républicaine)                              | 265                       | 0,56                      |                          |                          |
|                                                                                      | Paul Raynaud Lutte ouvrière                                                   | 235                       | 0,50                      |                          |                          |
|                                                                                      | André Koriat Divers (Parti du vote blanc)                                     | 219                       | 0,46                      |                          |                          |
|                                                                                      | Nassira Semsar Behague Parti radical de gauche                                | 190                       | 0,40                      |                          |                          |
|                                                                                      | Jean-Noël Rebora Divers gauche                                                | 185                       | 0,39                      |                          |                          |
|                                                                                      | Maud Legeay Divers (Parti animaliste)                                         | 174                       | 0,37                      |                          |                          |
|                                                                                      | Samuel Magaud Extrême gauche (Communistes)                                    | 66                        | 0,14                      |                          |                          |
| Source : Ministère de l'Intérieur - Quatrième circonscription de la Loire-Atlantique |                                                                               |                           |                           |                          |                          |

#### Élections de 2022
| Résultats des élections législatives des 12 et 19 juin 2022 de la 4e circonscription de la Loire-Atlantique |                          |                                            |                          |              |              |             |             |
| Candidat | Candidat                 | Parti et coalition                         | Nuances                  | Premier tour | Premier tour | Second tour | Second tour |
| Candidat | Candidat                 | Parti et coalition                         | Nuances                  | Voix         | %            | Voix        | %           |
| | Julie Laernoes           | EÉLV (NUPES)                               | NUP                      | 20 291       | 42,82        | 26 114      | 58,02       |
| | Aude Amadou              | LREM (ENS)                                 | ENS                      | 13 908       | 29,35        | 18 895      | 41,98       |
| | Gaelle Pineau            | RN                                         | RN                       | 4 838        | 10,21        |             |             |
| | Sophie Pavageau          | LR (UDC)                                   | LR                       | 2 737        | 5,78         |             |             |
| | Bruno Chevalier          | MRC (Fédération de la gauche républicaine) | DVG                      | 2 202        | 4,65         |             |             |
| | Yohan Buteau             | REC                                        | REC                      | 1 180        | 2,49         |             |             |
| | Frédéric Mesguich        | PA                                         | ECO                      | 538          | 1,14         |             |             |
| | Nadège Bugnon            | LP (UPF)                                   | DSV                      | 535          | 1,13         |             |             |
| | Alexandre Basque         | PP                                         | REG                      | 535          | 1,13         |             |             |
| | Stéphane Pellegrini      | LO                                         | DXG                      | 461          | 0,97         |             |             |
| | Christine Picavez        | PRC                                        | DXG                      | 139          | 0,29         |             |             |
| | Matthias Prod'homme      | AF                                         | DVG                      | 28           | 0,06         |             |             |
| Votes valides                                                                                               | Votes valides            | Votes valides                              | Votes valides            | 47 392       | 98,25        | 45 009      | 95,00       |
| Votes blancs                                                                                                | Votes blancs             | Votes blancs                               | Votes blancs             | 585          | 1,21         | 1 636       | 3,45        |
| Votes nuls                                                                                                  | Votes nuls               | Votes nuls                                 | Votes nuls               | 257          | 0,53         | 731         | 1,54        |
| Total | Total                    | Total                                      | Total                    | 48 234       | 100          | 47 376      | 100         |
| Abstention                                                                                                  | Abstention               | Abstention                                 | Abstention               | 45 027       | 48,28        | 44 862      | 48,64       |
| Inscrits / participation                                                                                    | Inscrits / participation | Inscrits / participation                   | Inscrits / participation | 93 261       | 51,72        | 92 238      | 51,36       |

#### Élections de 2024
| Candidat                 | Candidat                 | Parti et coalition       | Nuances                  | Premier tour | Premier tour | Second tour | Second tour |
| Candidat                 | Candidat                 | Parti et coalition       | Nuances                  | Voix         | %            | Voix        | %           |
| ------------------------ | ------------------------ | ------------------------ | ------------------------ | ------------ | ------------ | ----------- | ----------- |
|                          | Julie Laernoes           | LÉ (NFP)                 | UG                       | 30 619       | 46,83        | 34 265      | 53,40       |
|                          | Aude Amadou              | RE (ENS)                 | ENS                      | 14 815       | 22,66        | 16 225      | 25,29       |
|                          | Gaëlle Pineau            | RN                       | RN                       | 13 116       | 20,06        | 13 678      | 21,32       |
|                          | Astrid Lusson            | LR                       | DVD                      | 5 450        | 8,34         |             |             |
|                          | Stéphane Pellegrini      | LO                       | EXG                      | 788          | 1,21         |             |             |
|                          | François Olléon          | Équinoxe                 | ECO                      | 593          | 0,91         |             |             |
|                          | Mattis Gauvin            | NPA-R                    | EXG                      | 0            | 0,00         |             |             |
|                          |                          |                          |                          |              |              |             |             |
| Votes valides            | Votes valides            | Votes valides            | Votes valides            | 65 381       | 97,89        | 64 168      | 97,51       |
| Votes blancs             | Votes blancs             | Votes blancs             | Votes blancs             | 984          | 1,47         | 1 216       | 1,85        |
| Votes nuls               | Votes nuls               | Votes nuls               | Votes nuls               | 423          | 0,63         | 421         | 0,64        |
| Total                    | Total                    | Total                    | Total                    | 66 788       | 100          | 65 805      | 100         |
| Abstention               | Abstention               | Abstention               | Abstention               | 26 440       | 28,36        | 27 453      | 29,44       |
| Inscrits / participation | Inscrits / participation | Inscrits / participation | Inscrits / participation | 93 228       | 71,64        | 93 258      | 70,56       |

#### Département de la Loire-Atlantique
- La fiche de l'INSEE de cette circonscription : « Tableaux et Analyses de la quatrième circonscription de la Loire-Atlantique », sur insee.fr, site de l'Institut national de la statistique et des études économiques (consulté le 10 juin 2007)
- « Tous les députés du département de la Loire-Atlantique depuis 1789 » [archive du 30 septembre 2007], sur assemblee-nationale.fr, site de l'Assemblée nationale française (consulté le 10 juin 2007)
- « Informations contentieuses sur le département de la Loire-Atlantique (Élections législatives de 2002) »(Archive.org • Wikiwix • Archive.is • Google • Que faire ?), sur conseil-constitutionnel.fr, site du Conseil constitutionnel (consulté le 13 juin 2007)
- Carte pour obtenir le détail des circonscriptions à Nantes

#### Circonscriptions en France
- « Carte des circonscriptions législatives en France », sur assemblee-nationale.fr, site de l'Assemblée nationale française (consulté le 10 juin 2007)
- « Résultats électoraux officiels en France »(Archive.org • Wikiwix • Archive.is • Google • Que faire ?), sur interieur.gouv.fr, site du ministère de l'Intérieur (France) (consulté le 13 juin 2007)
- Description et Atlas des circonscriptions électorales françaises sur http://www.atlaspol.com, Atlaspol, site de cartographie géopolitique, consulté le 13 juin 2007.